# Ино (Еврипид)
«Ино» (др.-греч. Ἴνω) — трагедия древнегреческого драматурга Еврипида, написанная до 425 года до н. э. Её текст утрачен. Подробный пересказ сюжета пьесы был включён Псевдо-Гигином в его «Мифы».

## Сюжет
В этой трагедии Еврипид использует один из эпизодов цикла мифов о потомках Кадма. Царь Орхомена Афамант счёл свою жену Ино умершей и женился во второй раз на Фемисто, но вскоре нашёл Ино и тайно привёз её в Орхомен. Когда Фемисто решила убить своих пасынков, по незнанию она сделала своей сообщницей Ино — их мать. Та должна была одеть детей, обречённых на смерть, в чёрное, но одела не своих детей, а детей Фемисто, которые и были убиты собственной матерью. После этого детоубийца покончила с собой, Афамант сошёл с ума и убил своего старшего сына от Ино Леарха, а младший, Меликерт, вместе с матерью бросился в море. Предположительно о финальных событиях рассказывал появлявшийся на сцене бог (возможно, Дионис).
Еврипид игнорирует самый распространённый вариант мифа, в котором Ино фигурирует как кормилица Диониса и именно вследствие этого Афамант сходит с ума, Леарх гибнет, а самой Ино приходится броситься в море. Вместо этого разрабатывается менее известная версия, которую использовал позже Нонн Панополитанский.
«Ино» стала одной из пьес, в которых Еврипид использует классический фольклорный сюжет о злой мачехе. Аристофан пародирует эту трагедию в своей комедии «Ахарняне» (425 год до н. э.).